# Ricardo Fernandes
Pour les articles homonymes, voir Fernandes.
Ricardo Fernandes, de son nom complet Ricardo Ribeiro Fernandes, est un footballeur portugais né le 21 avril 1978 à Moreira de Cónegos (municipalité de Guimarães). Il évolue au poste de milieu offensif.

## Palmarès

### En club
Avec le FC Porto :
- Vainqueur de la Ligue des champions en 2004
- Champion du Portugal en 2004
- Vainqueur de la Supercoupe du Portugal en 2002 et 2003

Avec  l'APOEL Nicosie :
- Champion de Chypre en 2007
- Vainqueur de la Coupe de Chypre en 2006